# Унтилэ, Вячеслав Петрович
Вячесла́в Петрович Унти́лэ (рум. Veaceslav Untilă; род. 15 июня 1956, с. Кодрянка, Страшенский район, Молдавская ССР, СССР) — молдавский политический и государственный деятель. Председатель Счётной палаты Республики Молдова с 29 июля 2016 по 7 февраля 2019 года. Вице-председатель Либеральной партии.

## Биография
Вячеслав Петрович Унтилэ родился в селе Кодрянка Страшенского района 15 июня 1956 года в семье учителей.

## Политическая карьера
В 2001 году Вячеслав Унтилэ избирается председателем Общественно-политического движения «За порядок и справедливость». Далее выступает за объединение всех правоцентристских политических сил. Таким образом объединились Партия возрождения и согласия Молдовы, Социал-либеральный союз «Forța Moldovei» и Национальная крестьянская христианско-демократическая партия Молдовы в Либеральную партию. 27 октября 2002 года Вячеслав Унтилэ был избран председателем ЛП. Далее объединились Либеральная партия, Социал-демократический союз и Альянс независимых в Альянс «Наша Молдова», вице-председателем которого был избран.
В 2005 году был избран первым вице-председателем Альянса «Наша Молдова» и занимал эту должность до 2010 года. С 2005 по 2010 год был депутатом парламента Республики Молдова. В период 2005-2007 годов занимал должность председателя парламентской комиссии по публичному управлению, экологии и региональному развитию. В январе 2010 года был избран председателем Движения «Европейское действие». В 2011 году был избран вице-председателем Либеральной партии.
26 сентября 2012 года Вячеслав Унтилэ был назначен директором Государственной экологической инспекции Молдовы, отправлен в отставку 5 июня 2013 года.
22 июля 2015 года на основании решения Апелляционной палаты Кишинёва в должности восстановлен.